# Apocalypsis, to jest dziwna sprawa skrytych tajemnic Pańskich
Apocalypsis, to jest dziwna sprawa skrytych tajemnic Pańskich – religijny utwór polemiczny Mikołaja Reja, wydany w Krakowie w 1565.
Apocalypsis jest w pewnym stopniu rozwinięciem Postylli. W kwestiach dogmatycznych Rej, zwolennik kalwinizmu, poszedł w swoim dziele za szwajcarskim teologiem Henrykiem Bullingerem, aczkolwiek nie skupiał się na niektórych niuansach teologicznych. Generalnie przyjął rozumowanie, że bestie opisane w Apokalipsie to Rzym pogański oraz Rzym papieski. Rej w Postylli w ostrzejszy sposób niż we wcześniejszych dziełach skrytykował elementy tradycji katolickiej, takie jak ceremonie kościelne, kult świętych, odpusty, życie zakonne.